# Wereldbeker schaatsen 2008/2009 - Wereldbeker 4 - 2e 1000 meter vrouwen
De vierde van 10 wedstrijden voor de wereldbeker schaatsen 1000 meter wordt gehouden op 7 december 2008 in Changchun.

## Uitslag A-divisie
| rang   | schaatser              | tijd    | punten |
| ------ | ---------------------- | ------- | ------ |
| Goud   | Laurine van Riessen    | 1.17,25 | 100    |
| Zilver | Kristina Groves        | 1.17,80 | 80     |
| Brons  | Shannon Rempel         | 1.18,27 | 70     |
| 4      | Monique Angermüller    | 1.19,23 | 60     |
| 5      | Jekaterina Lobysjeva   | 1.19,28 | 50     |
| 6      | Brittany Schussler     | 1.19,35 | 45     |
| 7      | Shihomi Shinya         | 1.19,37 | 40     |
| 8      | Tomomi Okazaki         | 1.19,44 | 36     |
| 9      | Marianne Timmer        | 1.19,50 | 32     |
| 10     | Bo-Ra Lee              | 1.19,60 | 28     |
| 11     | Lee Sang-hwa           | 1.19,63 | 24     |
| 12     | Sayuri Yoshii          | 1.19,76 | 21     |
| 13     | Annette Gerritsen      | 1.19,85 | 18     |
| 14     | Heike Hartmann         | 1.19,91 | 16     |
| 15     | Ren Hui                | 1.19,94 | 14     |
| 16     | Joelia Nemaja          | 1.20,09 | 12     |
| 17     | Tamara Oudenaarden     | 1.22,36 | 10     |
| 18     | Gabriele Hirschbichler | 1.42,08 | 8      |

## Loting
| rit | binnenbaan           | buitenbaan             |
| --- | -------------------- | ---------------------- |
| 1   | Marianne Timmer      | Tamara Oudenaarden     |
| 2   | Bo-Ra Lee            | Joelia Nemaja          |
| 3   | Lee Sang-hwa         | Gabriele Hirschbichler |
| 4   | Heike Hartmann       | Sayuri Yoshii          |
| 5   | Tomomi Okazaki       | Ren Hui                |
| 6   | Shihomi Shinya       | Monique Angermüller    |
| 7   | Annette Gerritsen    | Brittany Schussler     |
| 8   | Jekaterina Lobysjeva | Shannon Rempel         |
| 9   | Laurine van Riessen  | Kristina Groves        |

## Top 10 B-divisie
| rang | schaatser            | tijd    | punten |
| ---- | -------------------- | ------- | ------ |
| 1    | Yu Jing              | 1.18,63 | 25     |
| 2    | Jin Peiyu            | 1.19,10 | 19     |
| 3    | Margot Boer          | 1.19,24 | 15     |
| 4    | Jekaterina Sjichova  | 1.19,56 | 11     |
| 5    | Sanne Delfgou        | 1.19,91 | 8      |
| 6    | Hyon-Suk Ko          | 1.20,92 | 6      |
| 7    | Zhang Shuang         | 1.21,37 | 4      |
| 8    | Danielle Wotherspoon | 1.21,68 | 2      |
| 9    | Jennifer Plate       | 1.22,48 | 1      |
| 10   | Joelija Jasenok      | 1.22,75 | 0      |